# Damno (gromada)
Damno – dawna gromada, czyli najmniejsza jednostka podziału terytorialnego Polskiej Rzeczypospolitej Ludowej w latach 1954–1972.
Gromady, z gromadzkimi radami narodowymi (GRN) jako organami władzy najniższego stopnia na wsi, funkcjonowały od reformy reorganizującej administrację wiejską przeprowadzonej jesienią 1954 do momentu ich zniesienia z dniem 1 stycznia 1973, tym samym wypierając organizację gminną w latach 1954–1972.
Gromadę Damno z siedzibą GRN w Damnie utworzono – jako jedną z 8759 gromad na obszarze Polski – w powiecie słupskim w woj. koszalińskim na mocy uchwały nr 43/54 WRN w Koszalinie z dnia 5 października 1954. W skład jednostki weszły obszary dotychczasowych gromad Damno, Wiatrowo, Wielka Wieś, Dąbrówka i Bobrowniki ze zniesionej gminy Damnica w tymże powiecie. Dla gromady ustalono 14 członków gromadzkiej rady narodowej.
31 grudnia 1959 z gromady Damno wyłączono wieś Wielka Wieś, włączając ją do gromady Główczyce w tymże powiecie, po czym gromadę Damno  zniesiono, a jej (pozostały) obszar włączono do gromady Damnica tamże.